# Samorządna Rzeczpospolita
Samorządna Rzeczpospolita – nazwa programu uchwalonego 7 października 1981 r. na zakończenie I Krajowego Zjazdu Delegatów NSZZ „Solidarność”. Twórcą tej koncepcji był Bronisław Geremek. Wśród jej głównych postulatów znalazło się utworzenie samorządów pracowniczych w zakładach pracy oraz samorządów terytorialnych. 

## Charakterystyka
Główne założenia uformowano w tzw. tezy, m.in. dotyczących wprowadzenia reformy samorządowej i demokratycznej, obrony poziomu życia, wprowadzenia elementów rynkowych w ramach programu antykryzysowego, społeczną kontrolą nad zaopatrzeniem w żywność, czy zapewnieniem bezpiecznych i nieszkodliwych dla zdrowia warunków pracy. 
Program stanowił konglomerat różnych tradycji ideowych, które w różnym stopniu podkreślały wagę wartości wspólnotowych. Najważniejszą z tych wspólnot był naród – to w ramach sprawiedliwie zorganizowanej wspólnoty narodowej jednostka miała znajdować gwarancję realizacji swojej wolności indywidualnej. W myśli społecznej Solidarności, odwołując się do klasyfikacji zaproponowanej przez Andrzeja Walickiego, można wyróżnić trzy ujęcia wspólnoty narodowej: republikańskie, romantyczne oraz realistyczne. 
W programie związku niemal całkowicie pominięto koncepcje wolnego rynku i własności prywatnej jako narzędzi społecznej i gospodarczej samoregulacji. Ze względu na uznanie istniejących uwarunkowań geopolitycznych, tylko w minimalnym stopniu nakreślono postulaty demokratyzacji struktur państwowych – w tym władzy ustawodawczej i wykonawczej – oraz objęcia demokratyczną kontrolą resortów siłowych, takich jak MSW i MON.
Za podstawową gwarancję wolności i sprawiedliwości uznawano aktywność obywatelską społeczeństwa. W tej perspektywie wyraźnie widać wpływy myśli społecznej Edwarda Abramowskiego, który już na początku XX wieku formułował koncepcję „zmowy powszechnej” przeciwko zaborczemu państwu i postulował tworzenie niezależnych form organizacji poza jego strukturami. Idea oddolnej samoorganizacji poza strukturą państwa komunistycznego była powszechnie realizowana w praktyce społecznej okresu rewolucji solidarnościowej.